# Ningxiang
Ningxiang (宁乡市S, Níngxiāng ShìP) è una città-contea della Cina, situata nella provincia di Hunan e amministrata dalla prefettura di Changsha.